# Население Херсонской области
Население Херсонской области на 1 февраля 2013 года составило 1 077 643 человек, в том числе городского населения 659 109 человек (61,2 %), сельского 418 534 человек (38,8 %).
Херсонская область относится к числу наименее густонаселенных регионов Украины. Плотность населения области в 2013 году составила 37,9 чел. на 1 км², что вдвое меньше, чем в среднем по Украине.

## Динамика населения
Историческая динамика численности населения области (в современных границах)
- 1926 — 736 000
- 1939 — 743 000
- 1941 — 780 800[3]
- 1944 — 502 800[4]
- 1959 — 824 167
- 1970 — 1 029 988
- 1979 — 1 163 435
- 1989 — 1 239 969
- 2001 — 1 175 122
- 2014 — 1 072 567
- 2022 — 1 000 370[5]

## Естественный прирост
Показатели рождаемости, смертности и естественного прироста населения в 1950–2020 годах.
| коэффициент (на 1000 человек) | 1950 | 1960 | 1970 | 1990 | 2000 | 2010 | 2020 |
| ----------------------------- | ---- | ---- | ---- | ---- | ---- | ---- | ---- |
| рождаемости                   | 20,8 | 21,4 | 16,6 | 14,3 | 8,5  | 11,4 | 7,5  |
| смертности                    | 6,7  | 7,0  | 8,5  | 11,6 | 15,5 | 15,1 | 16,7 |
| естественного прироста        | 14,1 | 14,4 | 8,1  | 2,7  | -7,0 | -3,7 | -9,2 |

| Естественный прирост населения Херсонской области в 1950-2020 году                              |
| ----------------------------------------------------------------------------------------------- |
| Графики недоступны из-за технических проблем. См. информацию на Фабрикаторе и на mediawiki.org. |
| Родившихся Смерть                                                                               |

| Городские населенные пункты с количеством жителей свыше 6,5 тысяч по данным Госкомстата |         |                       |        |
| \| Херсон \| ▼ 297,6 \| Новотроицкое \| ▼ 10,7 \| \| Новая Каховка \| ▼ 47,6 \| Новоалексеевка \| ▼ 10,2 \| \| Каховка \| ▼ 37,3 \| Чаплинка \| ▼ 9,9 \| \| Алёшки \| ▼ 25,1 \| Белозёрка \| ▼ 9,7 \| \| Геническ \| ▼ 20,1 \| Каланчак \| ▼ 9,3 \| \| Скадовск \| ▼ 18,8 \| Большая Лепетиха \| ▼ 8,4 \| \| Голая Пристань \| ▼ 14,8 \| Камышаны \| ▲ 7,1 \| \| Берислав \| ▼ 13,0 \| Новая Маячка \| ▼ 7,1 \| \| Антоновка \| ▼ 12,8 \| Великая Александровка \| ▼ 6,9 \| \| Таврийск \| ▼ 10,9 \| Горностаевка \| ▼ 6,7 \| |         |                       |        |
| Херсон | ▼ 297,6 | Новотроицкое          | ▼ 10,7 |
| Новая Каховка | ▼ 47,6  | Новоалексеевка        | ▼ 10,2 |
| Каховка | ▼ 37,3  | Чаплинка              | ▼ 9,9  |
| Алёшки | ▼ 25,1  | Белозёрка             | ▼ 9,7  |
| Геническ | ▼ 20,1  | Каланчак              | ▼ 9,3  |
| Скадовск | ▼ 18,8  | Большая Лепетиха      | ▼ 8,4  |
| Голая Пристань | ▼ 14,8  | Камышаны              | ▲ 7,1  |
| Берислав | ▼ 13,0  | Новая Маячка          | ▼ 7,1  |
| Антоновка | ▼ 12,8  | Великая Александровка | ▼ 6,9  |
| Таврийск | ▼ 10,9  | Горностаевка          | ▼ 6,7  |

## Национальный состав
Историческая динамика национального состава области по данным переписей населения, % 
|          | 1959 | 1970 | 1989 | 2001 |
| -------- | ---- | ---- | ---- | ---- |
| украинцы | 81,1 | 78,3 | 75,7 | 82,0 |
| русские  | 15,6 | 18,1 | 20,2 | 14,1 |
| белорусы | 0,8  | 1,0  | 1,0  | 0,7  |
| евреи    | 1,3  | 1,0  | 0,6  | 0,1  |
| другие   | 1,2  | 1,6  | 2,5  | 3,1  |

Национальный состав населения Херсонской области по состоянию на 2001 год 
| №  | Национальность  | Количество человек | Процент |
| -- | --------------- | ------------------ | ------- |
| 1  | Украинцы        | 961 584            | 82,00 % |
| 2  | Русские         | 165 211            | 14,09 % |
| 3  | Белорусы        | 8 186              | 0,70 %  |
| 4  | Татары          | 5 353              | 0,46 %  |
| 5  | Армяне          | 4 548              | 0,39 %  |
| 6  | Молдаване       | 4 179              | 0,36 %  |
| 7  | Турки           | 3 736              | 0,32 %  |
| 8  | Крымские татары | 2 072              | 0,18 %  |
| 9  | Цыгане          | 1 752              | 0,15 %  |
| 10 | Евреи           | 1 732              | 0,15 %  |
| 11 | Другие          | 14 336             | 1,22 %  |
|    | вместе          | 1 172 689          | 100 %   |

## Языковой состав

Языковые группы Российской империи по переписи 1897 года (уезды и города с преобладанием украиноязычного населения жёлтым)

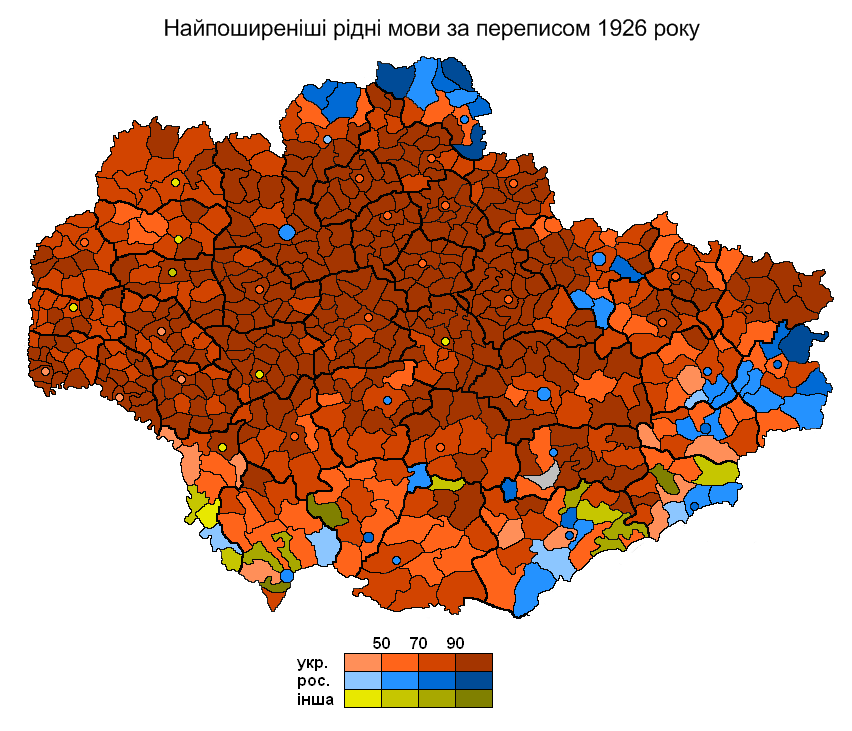
Самый распространённый родной язык в районах Украинской ССР по данным переписи 1926 года

По данным переписи населения Российской империи 1897 года, языковой состав тогдашних административных единиц, территории которых сегодня составляют бо́льшую часть территорий Херсонской области, характеризовался преобладанием украинского языка:
- Днепровский уезд — украинский язык — 73,57 %, русский язык — 19,87 %, идиш — 2,97 %, белорусский язык — 1,42 %, немецкий язык — 1,27 %
  - сельская местность Днепровского уезда — украинский язык — 75,87 %, русский язык — 17,68 %, идиш — 2,74 %, белорусский язык — 1,48 %, немецкий язык — 1,32 %
  - г. Алёшки — русский язык — 69,45 %, украинский язык — 21,68 %, идиш — 8,19 %
- Мелитопольский уезд — украинский язык — 54,94 %, русский язык — 32,80 %, немецкий язык — 5,25 %, идиш — 4,18 %
  - сельская местность Мелитопольского уезда — украинский язык — 56,87 %, русский язык — 32,38 %, немецкий язык — 5,42 %, идиш — 2,67 %
- Херсонский уезд — украинский язык — 55,06 %, русский язык — 24,60 %, идиш — 11,85 %, немецкий язык — 3,45 %, белорусский язык — 2,14 %
  - сельская местность Херсонского уезда — украинский язык — 69,58 %, русский язык — 13,00 %, идиш — 7,52 %, немецкий язык — 4,48 %, белорусский язык — 2,87 %, румынский язык — 1,13 %
  - г. Херсон — русский язык — 47,23 %, идиш — 29,05 %, украинский язык — 19,62 %, польский язык — 1,73 %
  - г. Берислав — украинский язык — 72,86 %, идиш — 21,72 %, русский язык — 4,31 %

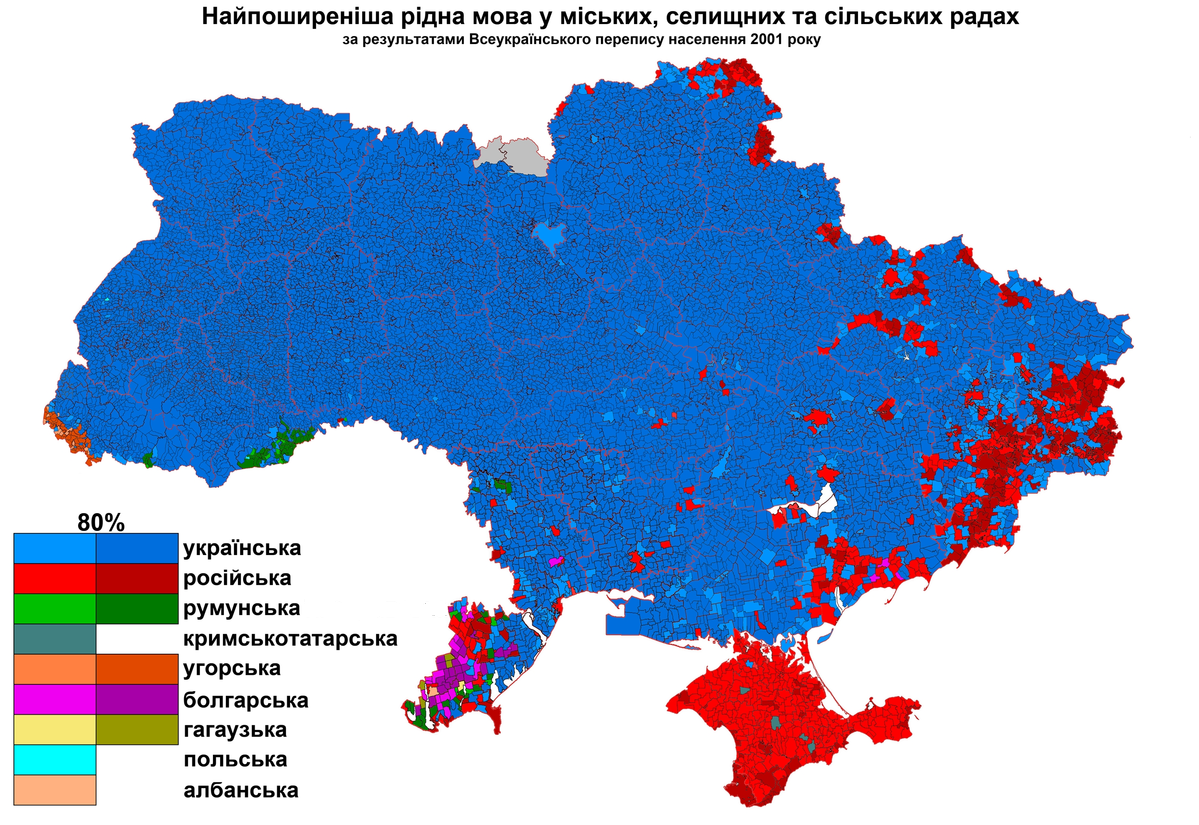
Родные языки населения Украины по переписи 2001 года. В Херсонской области распространение практически сплошного украиноязычия

Вследствие проводимой во времена СССР русификации Украины доля украиноязычных в населении Херсонской области существенно снизилась, а доля русскоязычных — возросла. Родной язык населения области по результатам переписей, %
|            | 1959 | 1970 | 1989 | 2001 |
| ---------- | ---- | ---- | ---- | ---- |
| Украинский | 75,7 | 72,5 | 67,7 | 73,2 |
| Русский    | 22,8 | 26,3 | 30,4 | 24,9 |
| Другой     | 1,5  | 1,2  | 1,9  | 1,8  |

Родной язык населения Херсонской области по переписи 2001 года, %
|                             | украинский | русский | армянский | крымскотатарский | молдавский | цыганский |
| --------------------------- | ---------- | ------- | --------- | ---------------- | ---------- | --------- |
| Херсонская область          | 73,2       | 24,9    | 0,3       | 0,1              | 0,2        | 0,1       |
| Херсон                      | 56,2       | 42,5    | 0,2       | 0,0              | 0,1        | 0,1       |
| Каховка                     | 73,9       | 25,3    | 0,1       | -                | 0,1        | 0,2       |
| Новая Каховка               | 58,8       | 40,3    | 0,2       | -                | 0,1        | 0,0       |
| Белозёрский район           | 87,8       | 10,6    | 0,3       | -                | 0,3        | 0,1       |
| Бериславский район          | 89,9       | 9,0     | 0,3       | -                | 0,2        | 0,0       |
| Великоалександровский район | 94,5       | 4,3     | 0,2       | -                | 0,5        | 0,0       |
| Великолепетихский район     | 90,7       | 8,5     | 0,2       | -                | 0,1        | 0,2       |
| Верхнерогачиский район      | 93,4       | 5,7     | 0,6       | -                | 0,1        | -         |
| Высокопольский район        | 94,3       | 4,9     | 0,1       | -                | 0,4        | 0,0       |
| Генический район            | 46,0       | 45,0    | 0,4       | 1,1—7,0          | 0,1        | 0,1       |
| Голопристанский район       | 86,6       | 11,9    | 0,6       | -                | 0,2        | 0,1       |
| Горностаевский район        | 94,0       | 4,7     | 0,1       | -                | 0,2        | 0,0       |
| Ивановский район            | 90,2       | 7,1     | 0,6       | 0,0              | 0,4        | 0,1       |
| Каланчакский район          | 88,8       | 9,6     | 0,2       | -                | 0,1        | 0,0       |
| Каховский район             | 88,1       | 11,0    | 0,1       | -                | 0,2        | 0,3       |
| Нижнесерогозский район      | 80,3       | 17,5    | 0,0       | -                | 0,4        | 0,0       |
| Нововоронцовский район      | 95,6       | 3,8     | 0,1       | -                | 0,2        | 0,0       |
| Новотроицкий район          | 87,2       | 10,7    | 0,3       | 0,0              | 0,2        | 0,3       |
| Скадовский район            | 80,6       | 17,7    | 0,6       | 0,0              | 0,3        | 0,0       |
| Цюрюпинский район           | 82,1       | 16,7    | 0,4       | -                | 0,1        | 0,1       |
| Чаплинский район            | 83,8       | 8,9     | 0,3       | 0,0              | 0,4        | 0,1       |

Украинский язык является единственным официальным языком на всей территории Херсонской области.
10 апреля 2024 года решением Херсонской областной военной администрации в Херсонской области утверждена «Целевая национально-культурная программа развития и функционирования украинского языка как государственного во всех сферах общественной жизни Херсонской области на период до 2030 года», главной целью которой является усиление позиций украинского языка в различных сферах общественной жизни региона.

### Свободное владение языками
По данным Всеукраинской переписи населения 2001 года, 93,44 % жителей Херсонской области указали свободное владение украинским языком, а 73,26 % — русским языком. 96,73 % жителей Херсонской области указали свободное владение языком своей национальности.
Свободное владение языками наиболее многочисленных национальностей Херсонской области по данным переписи населения 2001 года
|                 | своей национальности | украинский | русский |
| --------------- | -------------------- | ---------- | ------- |
| Украинцы        | 98,19 %              |            | 68,74 % |
| Русские         | 98,04 %              | 72,05 %    |         |
| Белорусы        | 35,90 %              | 75,45 %    | 83,14 % |
| Татары          | 78,68 %              | 51,34 %    | 87,91 % |
| Армяне          | 76,54 %              | 58,22 %    | 80,21 % |
| Молдаване       | 59,13 %              | 80,38 %    | 69,32 % |
| Турки           | 97,89 %              | 62,82 %    | 60,49 % |
| Крымские татары | 38,71 %              | 42,28 %    | 90,40 % |
| Цыгане          | 66,32 %              | 83,33 %    | 47,55 % |
| Евреи           | 7,51 %               | 81,87 %    | 97,00 % |
| Поляки          | 13,78 %              | 91,57 %    | 76,06 % |
| Немцы           | 22,47 %              | 71,22 %    | 91,85 % |
| Азербайджанцы   | 59,61 %              | 53,83 %    | 82,50 % |
| Корейцы         | 29,69 %              | 50,36 %    | 92,82 % |
| Болгары         | 42,69 %              | 75,77 %    | 90,96 % |
| Грузины         | 62,01 %              | 57,77 %    | 88,70 % |

### Образование
После провозглашения Украиной независимости в области, как и в стране в целом, происходит постепенная украинизация русифицированной в советское время системы образования. Динамика соотношения языков преподавания в учреждениях общего среднего образования в Херсонской области:
| Язык преподавания | Учебный год | Учебный год | Учебный год | Учебный год | Учебный год | Учебный год | Учебный год | Учебный год | Учебный год | Учебный год | Учебный год | Учебный год | Учебный год | Учебный год |
| Язык преподавания | 1991/92     | 1992/93     | 1993/94     | 1994/95     | 1995/96     | 2000/01     | 2005/06     | 2007/08     | 2010/11     | 2012/13     | 2015/16     | 2018/19     | 2021/22     |             |
| ----------------- | ----------- | ----------- | ----------- | ----------- | ----------- | ----------- | ----------- | ----------- | ----------- | ----------- | ----------- | ----------- | ----------- | ----------- |
| Украинский        | 51,7 %      | 56,2 %      | 57,6 %      | 59,9 %      | 60,0 %      | 76,0 %      | 83,0 %      | 84,0 %      | 85,0 %      | 85,0 %      | 84,0 %      | 89,0 %      | 98,67 %     |             |
| Русский           | 48,3 %      | 43,8 %      | 42,2 %      | 40,1 %      | 40,0 %      | 24,0 %      | 17,0 %      | 16,0 %      | 15,0 %      | 15,0 %      | 16,0 %      | 11,0 %      | 1,27 %      |             |

На юге Генического района распространён крымскотатарский язык, существуют классы с преподаванием на нём. На крымскотатарском на начало 2021/22 учебного года получали общее среднее образование 69 учеников (0,06 % учащихся области).
Россия проводит политику насильственной русификации находящейся под её оккупацией левобережной части области — в школах преподают только на русском языке даже в полностью украиноязычных населённых пунктах, желающие учиться на украинском вынуждены делать это втайне от оккупационных властей.

### Опросы и исследования
По данным исследования Киевского международного института социологии, проведённого 8—16 апреля 2014 года, 61,1 % респондентов из Херсонской области не согласились с утверждением о том, что «Россия справедливо защищает интересы русскоязычных граждан на юго-востоке», 23,5 % — согласились. С утверждением о том, что «в Украине ущемляются права русскоязычного населения», не согласились 86,1 % опрошенных, согласились — 11,4 %. С утверждением о том, что в Херсонской области ущемляются права украиноязычного населения, не согласились 96,5 % респондентов, 1,7 % — согласились.
По данным исследования, проведённого социологической службой Центра Разумкова с 11 по 23 декабря 2015 года, 42 % респондентов из Херсонской области считали своим родным языком только украинский, 14 % — только русский, одновременно украинский и русский языки — 41 %. 42 % опрошенных жителей региона считали, что украинский язык должен быть единственным официальным на всей территории Украины. 20 % считали, что украинский язык должен быть единственным государственным, а русский — вторым официальным в некоторых регионах страны. 21 % придерживались мнения, что русскому должен быть предоставлен статус второго государственного языка. Большинство респондентов из Херсонской области согласились с утверждением, что каждый гражданин Украины, независимо от его этнического происхождения, должен владеть украинским языком в объёме, достаточном для повседневного общения, знать основы украинской истории и культуры.
По данным опроса, проведённого Социологической группой «Рейтинг» с 16 ноября по 10 декабря 2018 года в рамках проекта «Портрети Регіонів», 65 % жителей Херсонской области считали, что украинский язык должен быть единственным государственным языком на всей территории Украины. 17 % считали, что украинский язык должен быть единственным государственным языком, а русский — вторым официальным в некоторых регионах страны. 13 % считали, что русский должен стать вторым государственным языком страны. 5 % затруднились с ответом.
Согласно опросу, проведённому Социологической группой «Рейтинг» по заказу Transatlantic Dialogue Center 2—4 мая 2024 года, исключительно на украинском языке дома разговаривали 40 % населения свободной от российской оккупации правобережной части Херсонской области (в сельской местности — 60 %, в городской местности без Херсона — 53 %, в Херсоне — 29 %), исключительно на русском — 11 % (в сельской местности — 1 %, в городской местности без Херсона — 6 %, в Херсоне — 15 %), на двух языках — 49 % (в сельской местности — 38 %, в городской местности без Херсона — 41 %, в Херсоне — 56 %). Украинский язык для прохождения интервью выбрали 99 % украиноязычных, 92 % двуязычных и 63 % русскоязычных, русский язык — 37 % русскоязычных, 8 % двуязычных и 1 % украиноязычных.
По данным исследования Центра контент-анализа, проведённого в период с 15 августа по 15 сентября 2024 года, темой которого стало соотношение украинского и русского языков в украинском сегменте социальных сетей, в Херсонской области (в том числе и на оккупированной Россией её части) на украинском языке писалось 55,7 % сообщений (в 2023 году — 52,7 %, в 2022 году — 57,7 %, в 2020 году — 15,4 %), на русском — 44,3 % (в 2023 году — 47,3 %, в 2022 году — 42,3 %, в 2020 году — 84,6 %).

## Место рождения
По переписи 2001 года 87,2 % населения Херсонской области родились на территории Украины (УССР), 12,7% населения — на территории других государств (в том числе 8,4% — на территории России), 0,1 % населения не указали место рождения. 66,9 % населения родились на территории Херсонской области, 20,3 % — в других регионах Украины.
Удельный вес уроженцев разных регионов Украины в населении Херсонской области по переписи 2001 года:
| уроженцев области | количество | часть в населении |
| Херсонской        | 785033     | 66,9              |
| Николаевской      | 23685      | 2,0               |
| Винницкой         | 17453      | 1,5               |
| Хмельницкой       | 17372      | 1,5               |
| АР Крым           | 15763      | 1,3               |
| Донецкой          | 12417      | 1,1               |
| Днепропетровской  | 12371      | 1,1               |
| Львовской         | 12233      | 1,0               |
| Запорожской       | 11190      | 1,0               |
| Житомирской       | 11180      | 1,0               |
| Одесской          | 11092      | 0,9               |
| Ровенской         | 9875       | 0,8               |
| Кировоградской    | 8816       | 0,8               |
| Тернопольской     | 7731       | 0,7               |
| Черниговской      | 7444       | 0,6               |
| Волынской         | 7398       | 0,6               |
| Сумской           | 6923       | 0,6               |
| Полтавской        | 6619       | 0,6               |
| Черкасской        | 6270       | 0,5               |
| Ивано-Франковской | 5870       | 0,5               |
| Киевской          | 5793       | 0,5               |
| Луганской         | 5656       | 0,5               |
| Харьковской       | 4466       | 0,4               |
| Черновицкой       | 3386       | 0,3               |
| Закарпатской      | 3248       | 0,3               |
| города Киева      | 1687       | 0,1               |
| Севастополя       | 1171       | 0,1               |

## Занятость населения
Сферы занятости населения области по переписи 2001 года
| сфера деятельности                                                                 | количество занятых | часть  |
| ---------------------------------------------------------------------------------- | ------------------ | ------ |
| Сельское хозяйство, охота и лесное хозяйство                                       | 132 561            | 32,7 % |
| Обрабатывающая промышленность                                                      | 54 748             | 13,5 % |
| Оптовая и розничная торговля; торговля транспортными средствами; услуги по ремонту | 46 793             | 11,5 % |
| Образование                                                                        | 34 472             | 8,5 %  |
| Здравоохранение и социальная помощь                                                | 28 533             | 7,0 %  |
| Транспорт и связь                                                                  | 24 665             | 6,1 %  |
| Государственное управление                                                         | 21 200             | 5,2 %  |
| Строительство                                                                      | 14 371             | 3,5 %  |
| Коллективные, общественные и личные услуги                                         | 11 440             | 2,8 %  |
| Производство электроэнергии, газа и воды                                           | 10 341             | 2,6 %  |
| Отели и рестораны                                                                  | 9 647              | 2,4 %  |
| Операции с недвижимостью, сдача в аренду и услуги юридическим лицам                | 8 952              | 2,2 %  |
| Финансовая деятельность                                                            | 3086               | 0,8 %  |
| Рыбное хозяйство                                                                   | 2043               | 0,5 %  |
| Неточно указали или не указали вид деятельности                                    | 1 290              | 0,3 %  |
| Услуги домашней прислуги                                                           | 800                | 0,2 %  |
| Добывающая промышленность                                                          | 241                | 0,1 %  |
| Всего занятых экономической деятельностью                                          | 405 183            | 100,0% |